# Saint-Cyr-au-Mont-d'Or
Pour les articles homonymes, voir Saint-Cyr.
Saint-Cyr-au-Mont-d'Or est une commune française située dans la métropole de Lyon, dans la région d'Auvergne-Rhône-Alpes.
Ses habitants sont appelés les Saint-Cyrôts.

## Géographie

### Situation

#### Localisation
La commune de Saint-Cyr-au-Mont-d'Or est située au sud du massif du Mont d'Or, et au nord du 9e arrondissement de la ville de Lyon dont elle est limitrophe.

##### Communes limitrophes
Saint-Cyr-au-Mont-d'Or est bordé au sud par le 9e arrondissement de Lyon, à l'est par Collonges-au-Mont-d'Or, au nord par Saint-Romain-au-Mont-d'Or et Couzon-au-Mont-d'Or (sur une centaine de mètres), au nord-ouest par Poleymieux-au-Mont-d'Or et à l'ouest par Saint-Didier-au-Mont-d'Or.

### Climat
Pour des articles plus généraux, voir Climat d'Auvergne-Rhône-Alpes et Climat du Rhône.
En 2010, le climat de la commune est de type climat océanique altéré, selon une étude du Centre national de la recherche scientifique s'appuyant sur une série de données couvrant la période 1971-2000. En 2020, Météo-France publie une typologie des climats de la France métropolitaine dans laquelle la commune est dans une zone de transition entre le climat semi-continental et le climat de montagne et est dans une zone de transition entre les régions climatiques « Bourgogne, vallée de la Saône » et « Nord-est du Massif Central ».
Pour la période 1971-2000, la température annuelle moyenne est de 11,6 °C, avec une amplitude thermique annuelle de 17,8 °C. Le cumul annuel moyen de précipitations est de 827 mm, avec 9 jours de précipitations en janvier et 6,8 jours en juillet. Pour la période 1991-2020, la température moyenne annuelle observée sur la station météorologique de Météo-France la plus proche, « Lyon-Bron », sur la commune de Bron à 11 km à vol d'oiseau, est de 13,0 °C et le cumul annuel moyen de précipitations est de 820,8 mm,. Pour l'avenir, les paramètres climatiques de la commune estimés pour 2050 selon différents scénarios d'émission de gaz à effet de serre sont consultables sur un site dédié publié par Météo-France en novembre 2022.

### Voies de communication et transports

#### Transports urbains
La commune est desservie par cinq lignes des Transports en commun lyonnais.
- Ligne  Gare de Vaise Métro D ↔ Saint-Cyr. Arrêts Fayolle, Les Ormes, Les Greffières et Saint-Cyr ; ne dessert plus le mont Cindre en été.
- Ligne  Gare de Vaise ↔ Cité Édouard Herriot via Saint-Rambert-les-Rivières.
- Ligne  Gare de Vaise Métro D ↔ Collonges. Arrêts Les Ormes, Nervieux, Les Combes de Saint-Cyr, Serpoly, La Chaux et La Baticolière.
- Ligne  Circulaire La Chaux — École de Champlong via Saint-Cyr, Rocade des Monts d'Or et Fayolle.
- Ligne N20 Ligne estivale entre Gare de Vaise et le Mont Thou.

## Urbanisme

### Typologie
Au 1er janvier 2024, Saint-Cyr-au-Mont-d'Or est catégorisée grand centre urbain, selon la nouvelle grille communale de densité à sept niveaux définie par l'Insee en 2022.
Elle appartient à l'unité urbaine de Lyon, une agglomération inter-départementale regroupant 123  communes, dont elle est une commune de la banlieue,,. Par ailleurs la commune fait partie de l'aire d'attraction de Lyon, dont elle est une commune du pôle principal,. Cette aire, qui regroupe 397 communes, est catégorisée dans les aires de 700 000 habitants ou plus (hors Paris),.

### Occupation des sols
L'occupation des sols de la commune, telle qu'elle ressort de la base de données européenne d’occupation biophysique des sols Corine Land Cover (CLC), est marquée par l'importance des territoires artificialisés (69,7 % en 2018), une proportion identique à celle de 1990 (69,7 %). La répartition détaillée en 2018 est la suivante : zones urbanisées (64,9 %), prairies (10,6 %), forêts (10,1 %), zones agricoles hétérogènes (9,7 %), espaces verts artificialisés, non agricoles (4,8 %). L'évolution de l’occupation des sols de la commune et de ses infrastructures peut être observée sur les différentes représentations cartographiques du territoire : la carte de Cassini (XVIIIe siècle), la carte d'état-major (1820-1866) et les cartes ou photos aériennes de l'IGN pour la période actuelle (1950 à aujourd'hui).

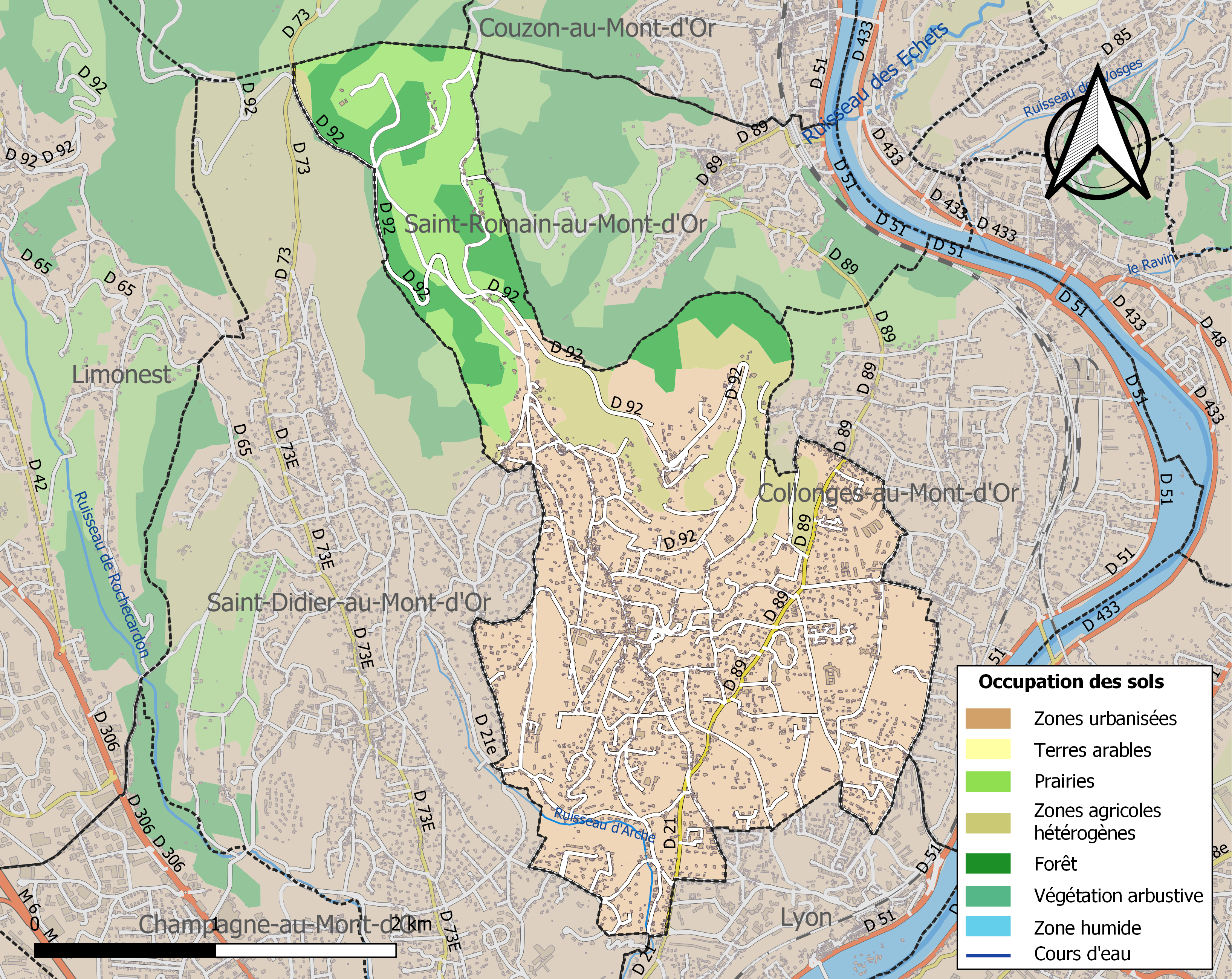
Carte des infrastructures et de l'occupation des sols de la commune en 2018 (CLC).

#### Lieux-dits, hameaux et écarts
D'une superficie de 729 hectares, la commune est désormais presque entièrement urbanisée. On distingue cependant les quartiers suivants :
- Le Bourg
- La Baticolière
- La Bussière
- Canton charmant
- Champlong
- Les Charbottes
- La Chaux
- Couter
- Crécy
- Les Draperies
- Fayolle
- Le Ferroux
- Graves
- Les Greffières
- La Jardinière
- L'Indiennerie
- Mercuire
- Le hameau du Mont Thou
- Le hameau du Mont Cindre
- Le Montellier
- Nervieux
- Les Ormes
- Trève du ciel
- Les Varilles

## Toponymie
Contrairement à ce que laisse entendre un vitrail de l’église paroissiale, le nom de Saint-Cyr n’est pas redevable à Cyr de Tarse que l’Église catholique romaine commémore le 16 juin. Le nom Cyr viendrait du grec Kyrios, seigneur ou demeure du seigneur. Pour l’étymologie de Monts d’Or, se reporter à l'article Monts d'Or.

## Histoire
Proche de Lyon, le site de Saint-Cyr a été habité depuis les périodes les plus anciennes. À l’époque gallo-romaine, l’abondance des sources a été utilisée pour approvisionner en eau les thermes et le bain du forum de Lugdunum. On retrouve encore des ruines de l'ancien aqueduc des monts d'Or sur la commune.
À la Renaissance, la ville de Lyon a connu une expansion économique considérable. De riches Lyonnais ont investi le Mont d’Or pour y construire leurs maisons de campagne. Cependant, les traces de ces demeures sont rares sur la commune, elles ont souvent été remplacées, au XIXe siècle, par celles des riches chimistes et soyeux lyonnais.
Au cours de la Révolution française, la commune porte provisoirement le nom de Mont-Cindre.
Le Grand Lyon disparait le 1er janvier 2015, et laisse place à la collectivité territoriale de la métropole de Lyon. La commune quitte ainsi le département du Rhône.

## Héraldique
|  | Les armes de Saint-Cyr-au-Mont-d'Or se blasonnent : D'azur à un mont de douze coupeaux d'or mouvant de la pointe, accosté des lettres S et C capitales du même, au chef cousu de gueules chargé d'un griffon du second et d'un lion d'argent, issants et affrontés. Le champ de l'écu rend les armes parlantes : le mont de douze coupeaux évoque le Mont-d'Or, et les lettres S et C sont les initiales de Saint-Cyr. La raison, cependant, de la présence de douze coupeaux au lieu de sept, n'est pas clairement établie. Le chef, bien qu'à enquerre (Il est en théorie interdit de juxtaposer du gueules sur de l'azur en héraldique), est justifié car le chef reprend (avec inversion des métaux) les armes du Chapitre de Saint-Jean, qui tint le territoire communal sous la Monarchie capétienne. |

## Politique et administration

### Liste des maires
| Période                                  | Période                       | Identité         | Étiquette    | Qualité                                                           |
| ---------------------------------------- | ----------------------------- | ---------------- | ------------ | ----------------------------------------------------------------- |
| septembre 1944                           | mars 1959                     | Pierre Dumont    |              |                                                                   |
| mars 1959                                | mars 1971                     | Jacques Berger   |              |                                                                   |
| mars 1971                                | mars 1977                     | Michel Laferrère |              | Professeur de faculté                                             |
| mars 1977                                | mars 1983                     | Louis Nanterme   |              |                                                                   |
| mars 1983                                | mars 2008                     | Bruno Rémont     | UDF puis UMP | Ingénieur                                                         |
| mars 2008                                | juillet 2020                  | Marc Grivel      | DVD          | Retraité 1er vice-président de la Métropole de Lyon (2017 → 2020) |
| juillet 2020                             | En cours (au 23 janvier 2022) | Patrick Guillot  | DVD          |                                                                   |
| Les données manquantes sont à compléter. |                               |                  |              |                                                                   |

### Intercommunalité
La commune est membre du syndicat mixte Plaines Monts d'Or.

## Population et société

### Démographie
L'évolution du nombre d'habitants est connue à travers les recensements de la population effectués dans la commune depuis 1793. Pour les communes de moins de 10 000 habitants, une enquête de recensement portant sur toute la population est réalisée tous les cinq ans, les populations de référence des années intermédiaires étant quant à elles estimées par interpolation ou extrapolation. Pour la commune, le premier recensement exhaustif entrant dans le cadre du nouveau dispositif a été réalisé en 2007.

En 2022, la commune comptait 6 113 habitants, en évolution de +10,24 % par rapport à 2016 (Rhône : +3,93 %, France hors Mayotte : +2,11 %).
| 1793  | 1800  | 1806  | 1821  | 1831  | 1836  | 1841  | 1846  | 1851  |
| ----- | ----- | ----- | ----- | ----- | ----- | ----- | ----- | ----- |
| 1 700 | 1 559 | 1 687 | 1 915 | 1 833 | 1 637 | 1 887 | 1 793 | 1 735 |

| 1856  | 1861  | 1866  | 1872  | 1876  | 1881  | 1886  | 1891  | 1896  |
| ----- | ----- | ----- | ----- | ----- | ----- | ----- | ----- | ----- |
| 1 734 | 1 764 | 1 737 | 1 671 | 1 716 | 1 857 | 2 010 | 1 841 | 1 802 |

| 1901  | 1906  | 1911  | 1921  | 1926  | 1931  | 1936  | 1946  | 1954  |
| ----- | ----- | ----- | ----- | ----- | ----- | ----- | ----- | ----- |
| 1 930 | 1 937 | 1 876 | 1 979 | 2 139 | 2 445 | 2 257 | 2 451 | 2 987 |

| 1962  | 1968  | 1975  | 1982  | 1990  | 1999  | 2006  | 2007  | 2012  |
| ----- | ----- | ----- | ----- | ----- | ----- | ----- | ----- | ----- |
| 3 962 | 4 075 | 4 763 | 4 800 | 5 318 | 5 392 | 5 388 | 5 385 | 5 480 |

| 2017  | 2022  | - | - | - | - | - | - | - |
| ----- | ----- | - | - | - | - | - | - | - |
| 5 576 | 6 113 | - | - | - | - | - | - | - |

### Enseignement
Saint-Cyr-au-Mont-d'Or est située dans l'académie de Lyon.

#### Établissements éducatifs
- École publique maternelle du Bourg
- École publique élémentaire de Champlong
- École privée Sainte-Blandine

#### Établissements spécialisés
Depuis sa création en 1941, le siège de l'École nationale supérieure de la police est situé à Saint-Cyr-au-Mont-d'Or. De 1962 à 1974, la commune a également accueilli l'École préparatoire de théologie protestante.

### Manifestations culturelles et festivités
Variations Culturelles : début juin

Fête de la pomme : deuxième dimanche d'octobre.

### Santé
Saint-Cyr-au-Mont-d'Or dispose d'un centre hospitalier spécialisé public, membre de la communauté hospitalière de territoire de l'hôpital Nord-Ouest et situé dans le quartier de La Chaux. Dans ce même quartier, la Croix-Rouge française gère un établissement d'hébergement pour personnes âgées dépendantes, L'EHPAD Le Domaine de La Chaux, doté de 104 places en hébergement permanent, et un centre de rééducation fonctionnelle, La Pinède. Hormis ces établissements, sept médecins libéraux, dont cinq médecins généralistes, deux chirurgien-dentistes et cinq pharmaciens (dans deux pharmacies) exercent sur le territoire communal.

### Médias
Un correspondant du quotidien Le Progrès relate les informations locales. La commune est couverte par les nombreux réseaux et antennes de radio et de télévision émettant dans la région lyonnaise, notamment les chaînes de télévision locales France 3 Rhône-Alpes et Télé Lyon Métropole. Elle accueille également le siège social et l'émetteur de Radio Scoop, au sommet du mont Cindre.

## Économie

### Revenus de la population et fiscalité
En 2010, revenu fiscal médian par ménage était de 56 680 € ce qui plaçait Saint-Cyr-au Mont-d'Or au 73e rang parmi les 31 525 communes de plus de 39 ménages en métropole.

### Entreprises
La commune est le siège social du groupe REEL, spécialisé dans les engins de levage, ponts roulants (400M € de chiffre d'affaires, 3700p. dans le monde en 2024).

## Culture et patrimoine

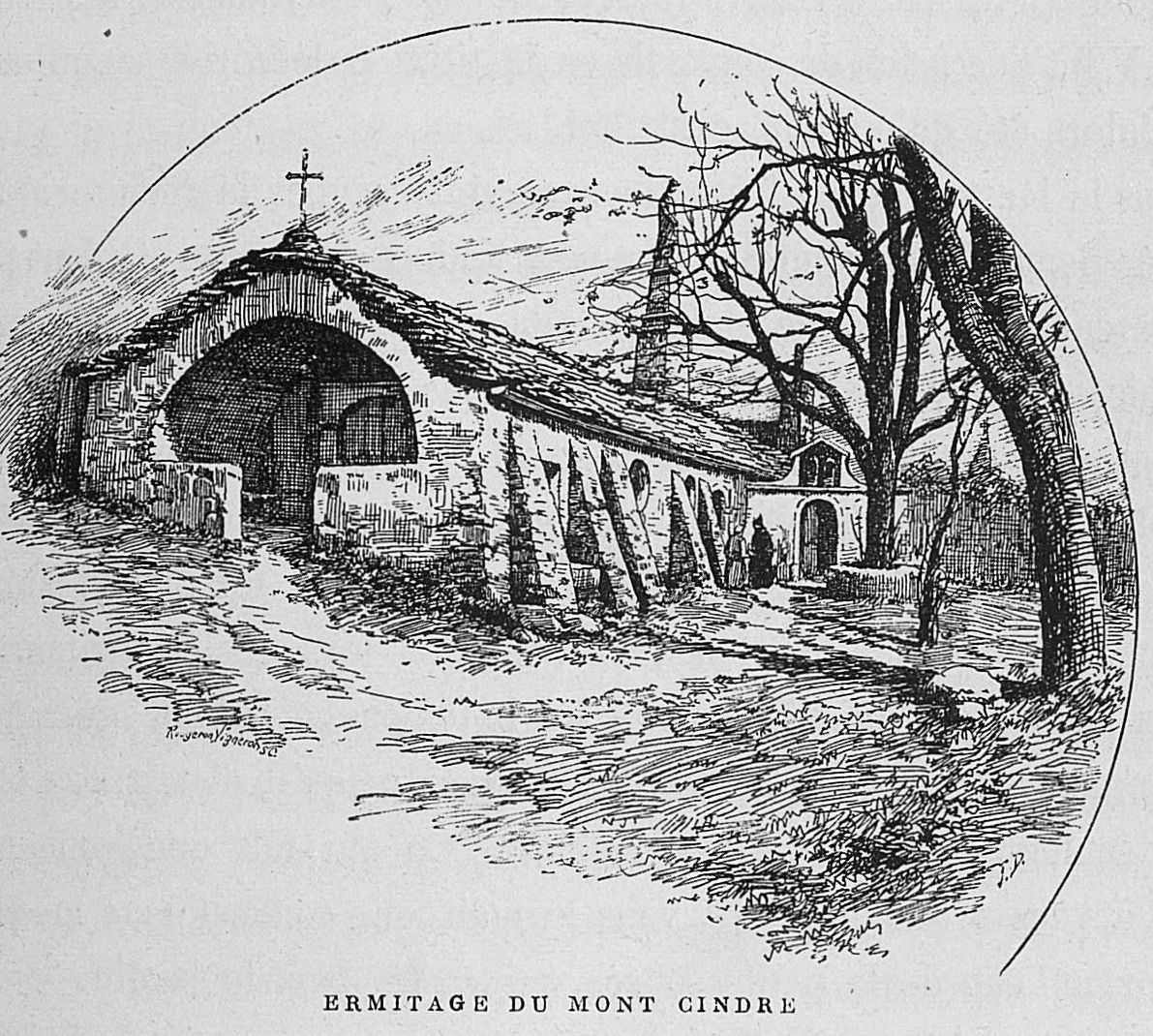
Chapelle de l'ermitage au Mont Cindre illustrée par Joannès Drevet (1854–1940).

### Patrimoine civil
- Ruines de l'aqueduc romain du Mont-d'Or, notamment de son bassin de décantation[33].
- Le donjon de l'ancien château de Saint-Cyr, daté du XIIe siècle .

### Patrimoine religieux
- L'église romane du château de Saint-Cyr, des XIe  et XIIe siècles, agrandie au XVIIIe siècle.
- L'église nouvelle de style néo-gothique, bâtie de 1866 à 1872 par l'architecte Pierre Bernard (1805 Saint-Cyr-au-Mont-d'Or -1882 Lucenay). Ses 61 vitraux inscrits aux Monuments Historiques sont dus à Claudius Lavergne.
- La chapelle de l'Ermitage, au Mont-Cindre, datée du XIVe siècle et le jardin de rocailles créé par Emile Damidot dit Frère François (1878-1910).

## Vie locale

### Cultes
- Église catholique.

### Marchés
- Tous les samedis matin.

## Galerie d'images

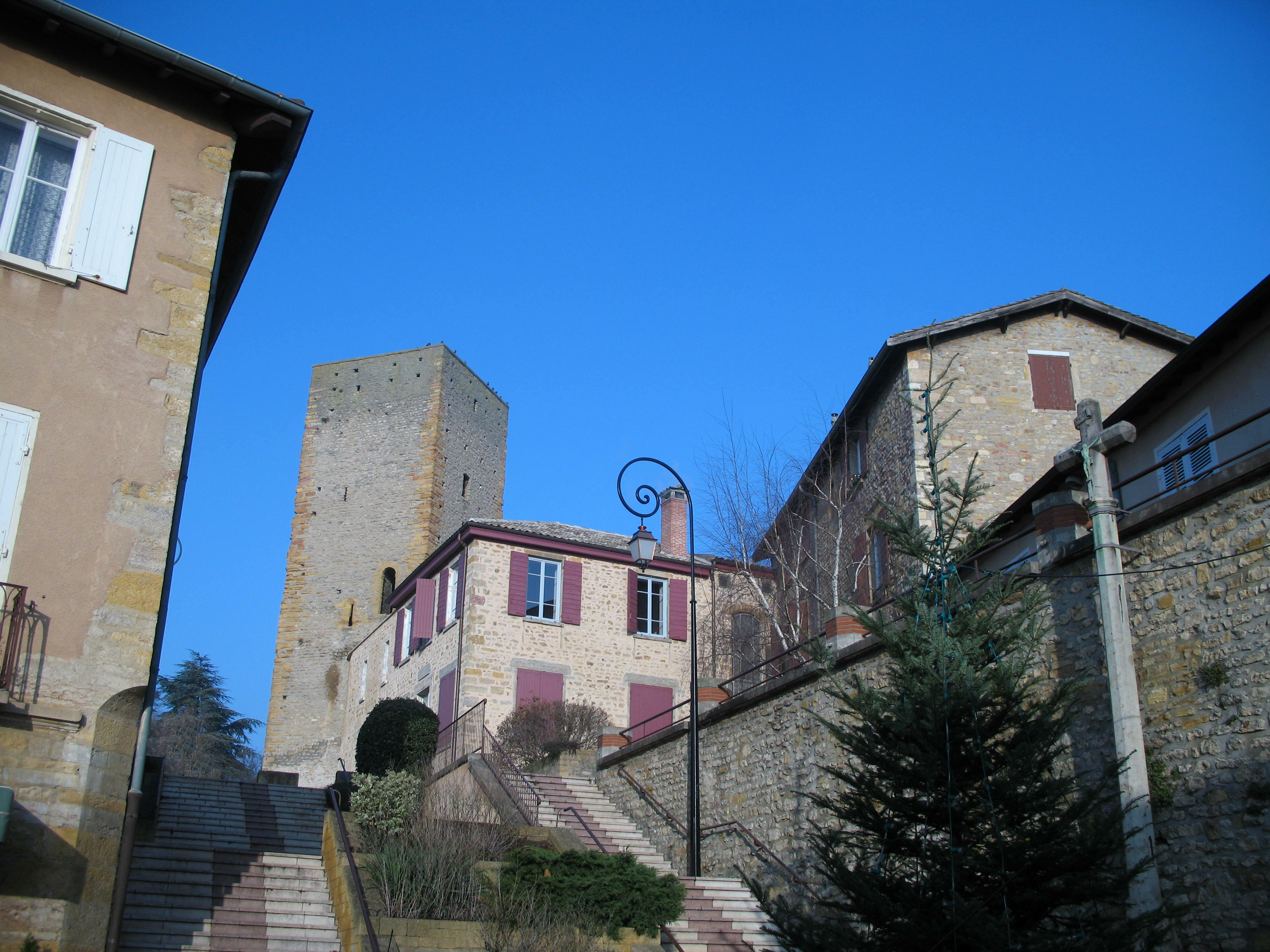
Le donjon du château de Saint-Cyr vu de la place De Gaulle.
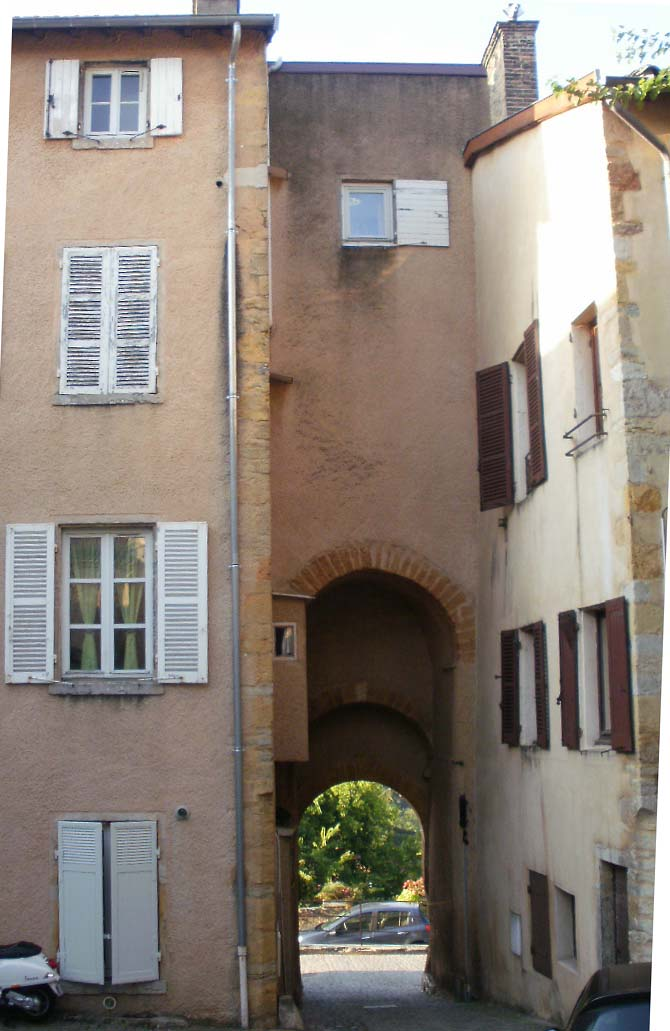
Porte de la cour du château.
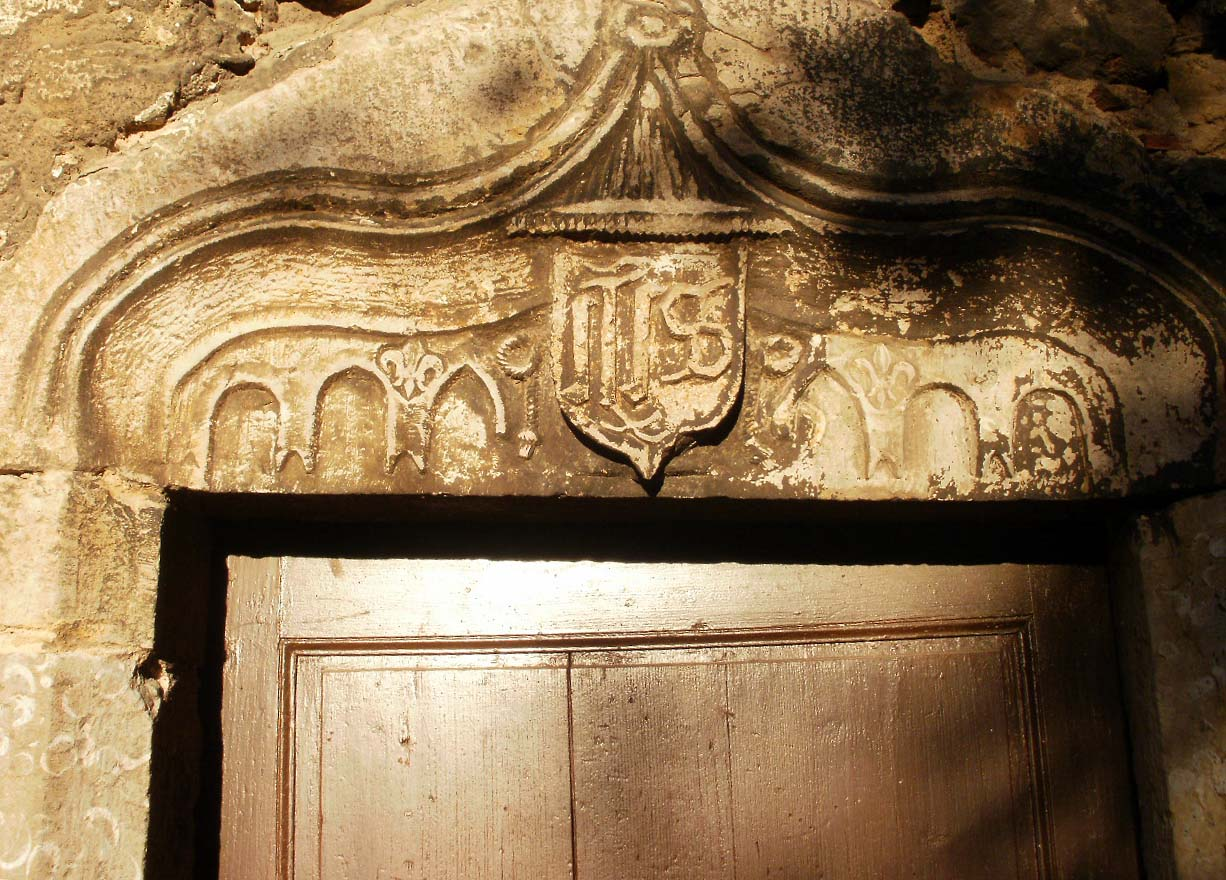
Un linteau de porte.
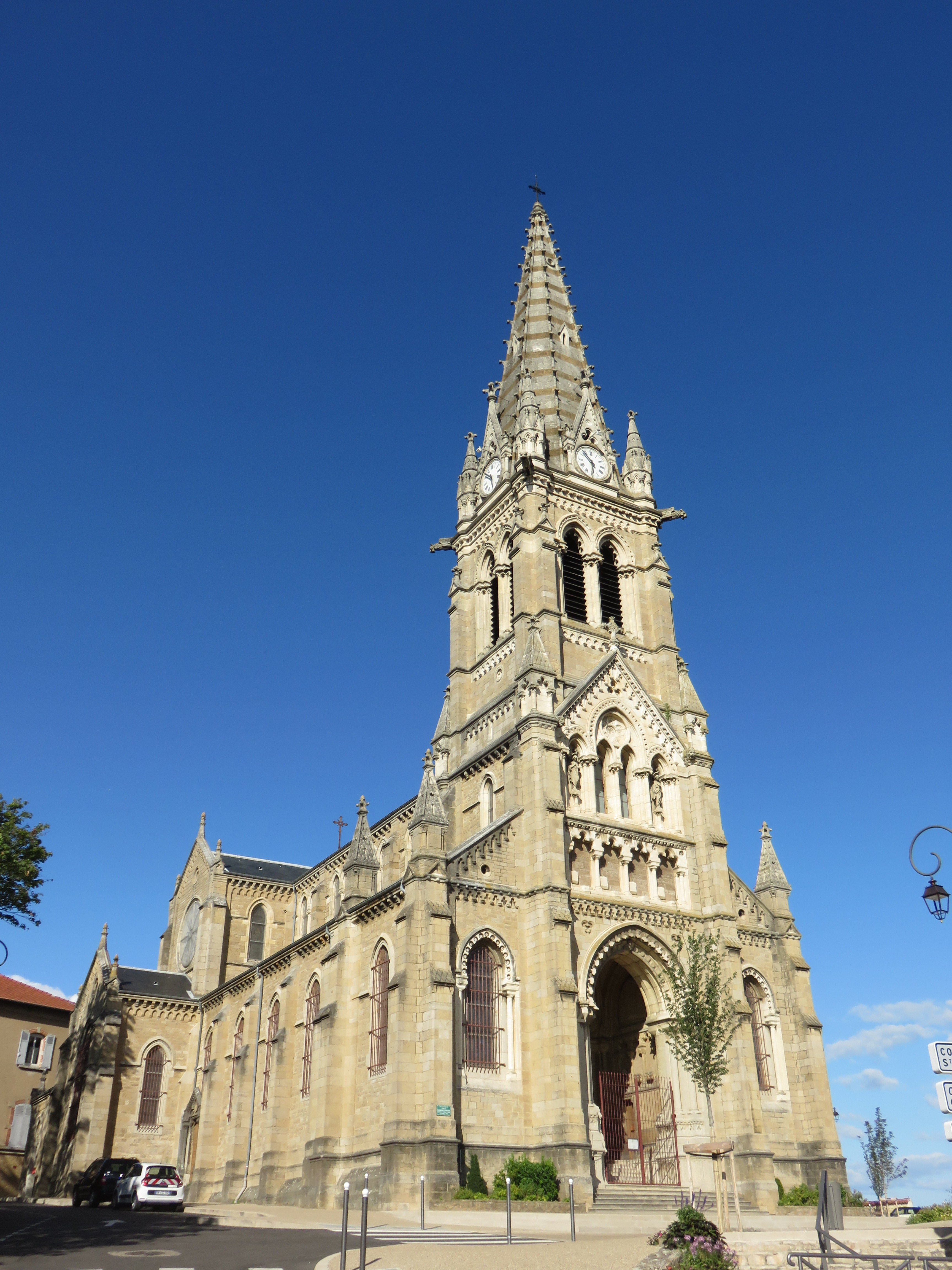
L'église de Saint-Cyr.
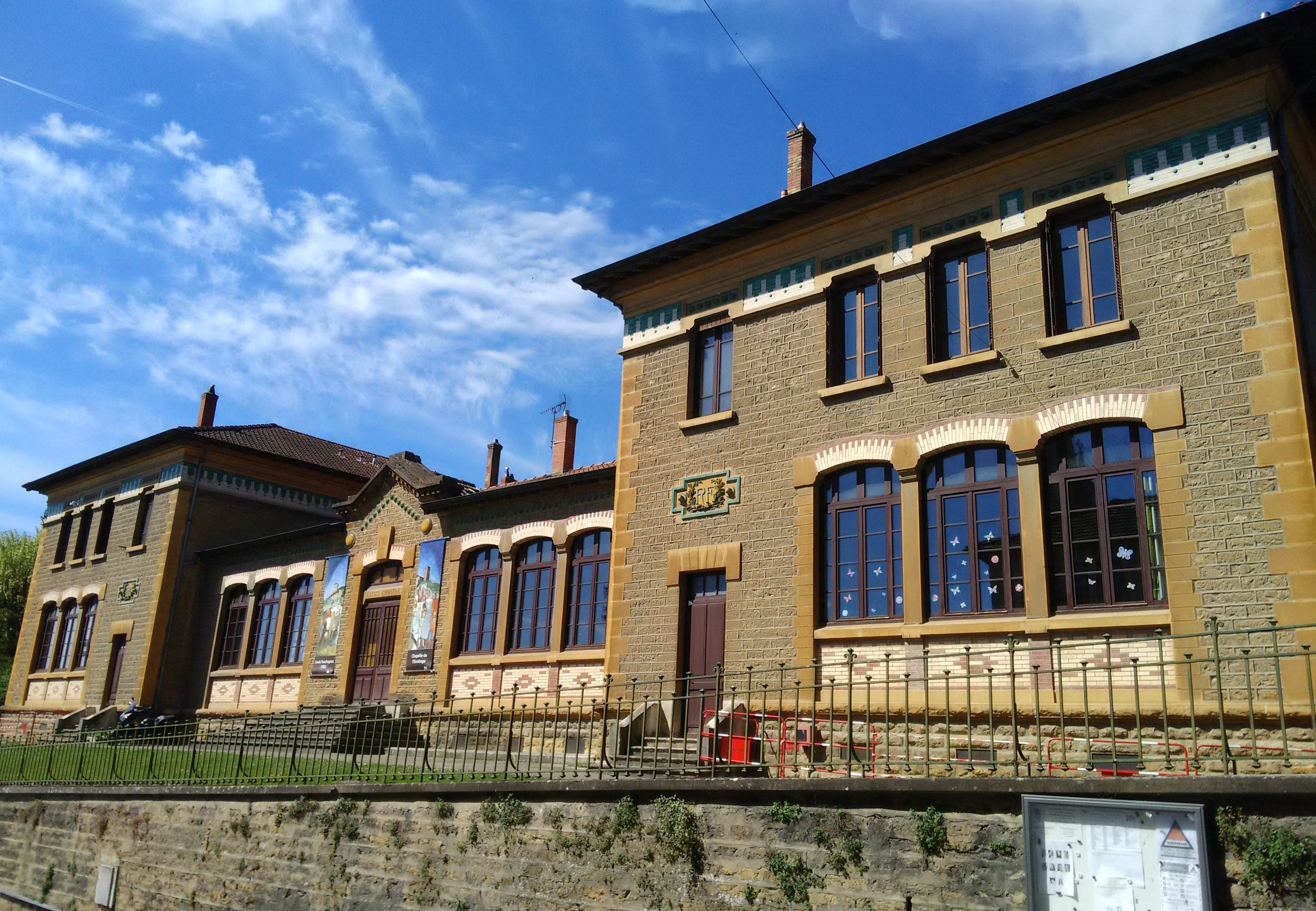
École du bourg rue Louis-Touchagues
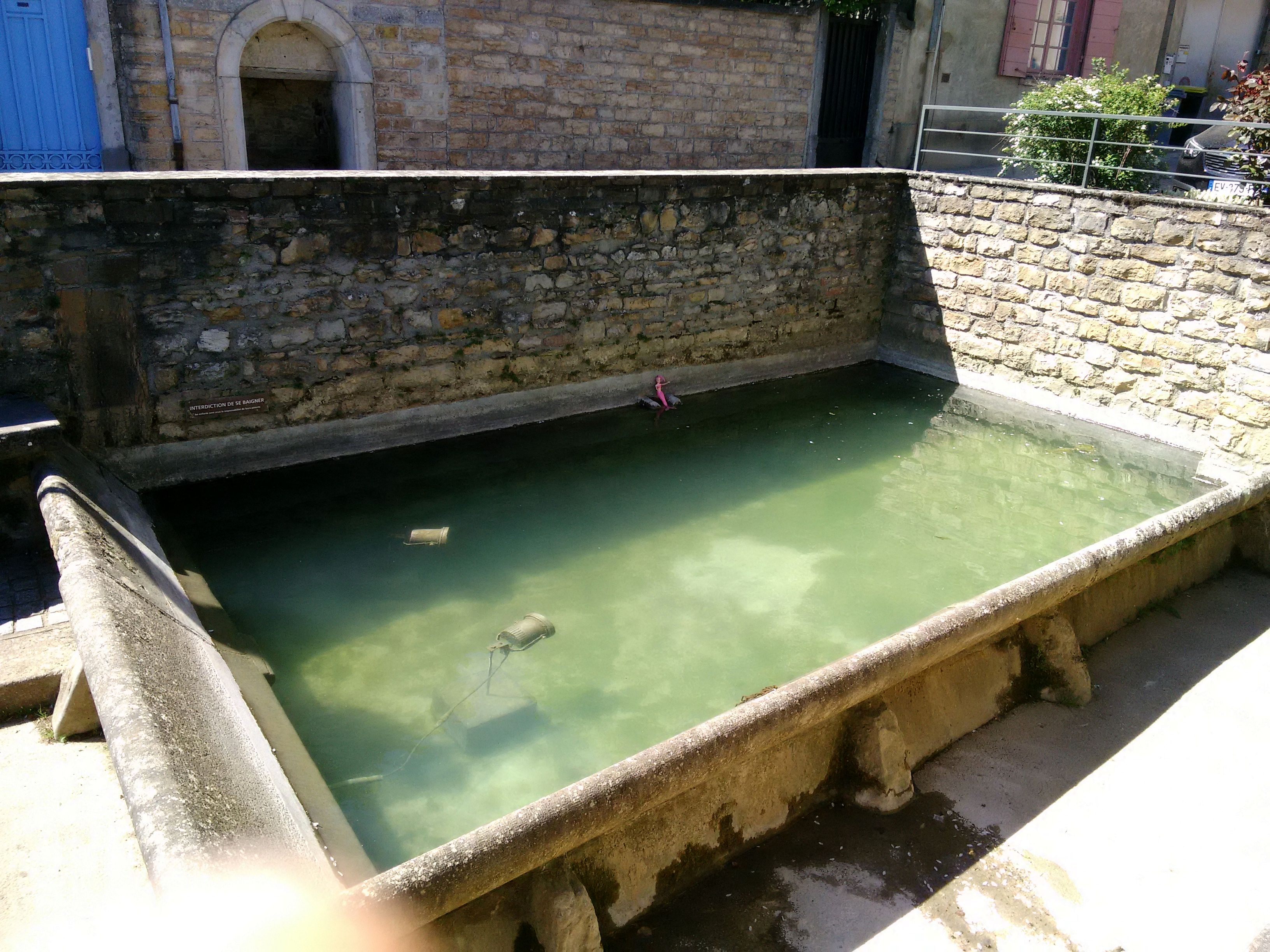
Lavoir place Antoine-Foret
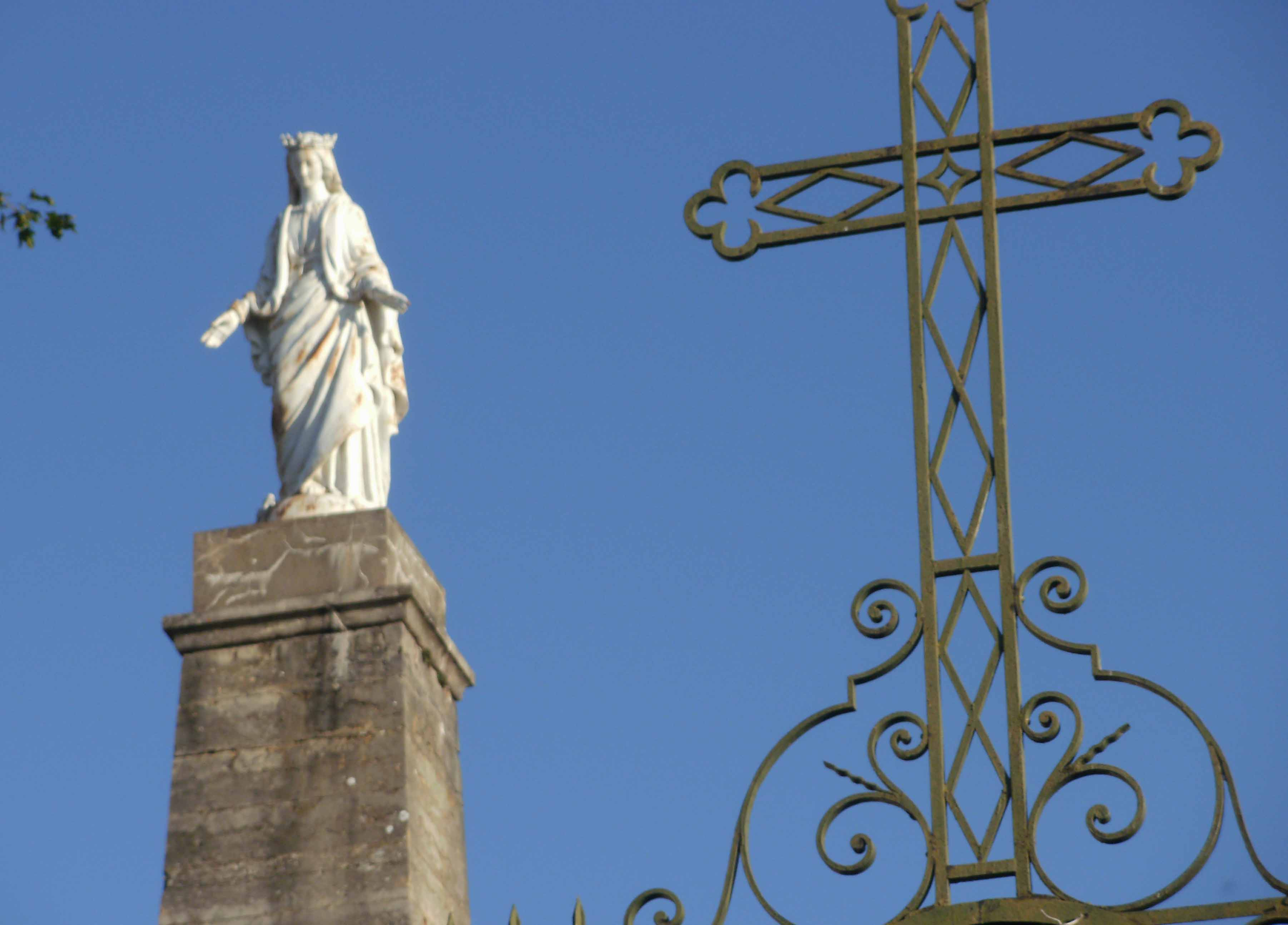
Statue de la Vierge Marie à proximité de l'Ermitage du Mont Cindre.
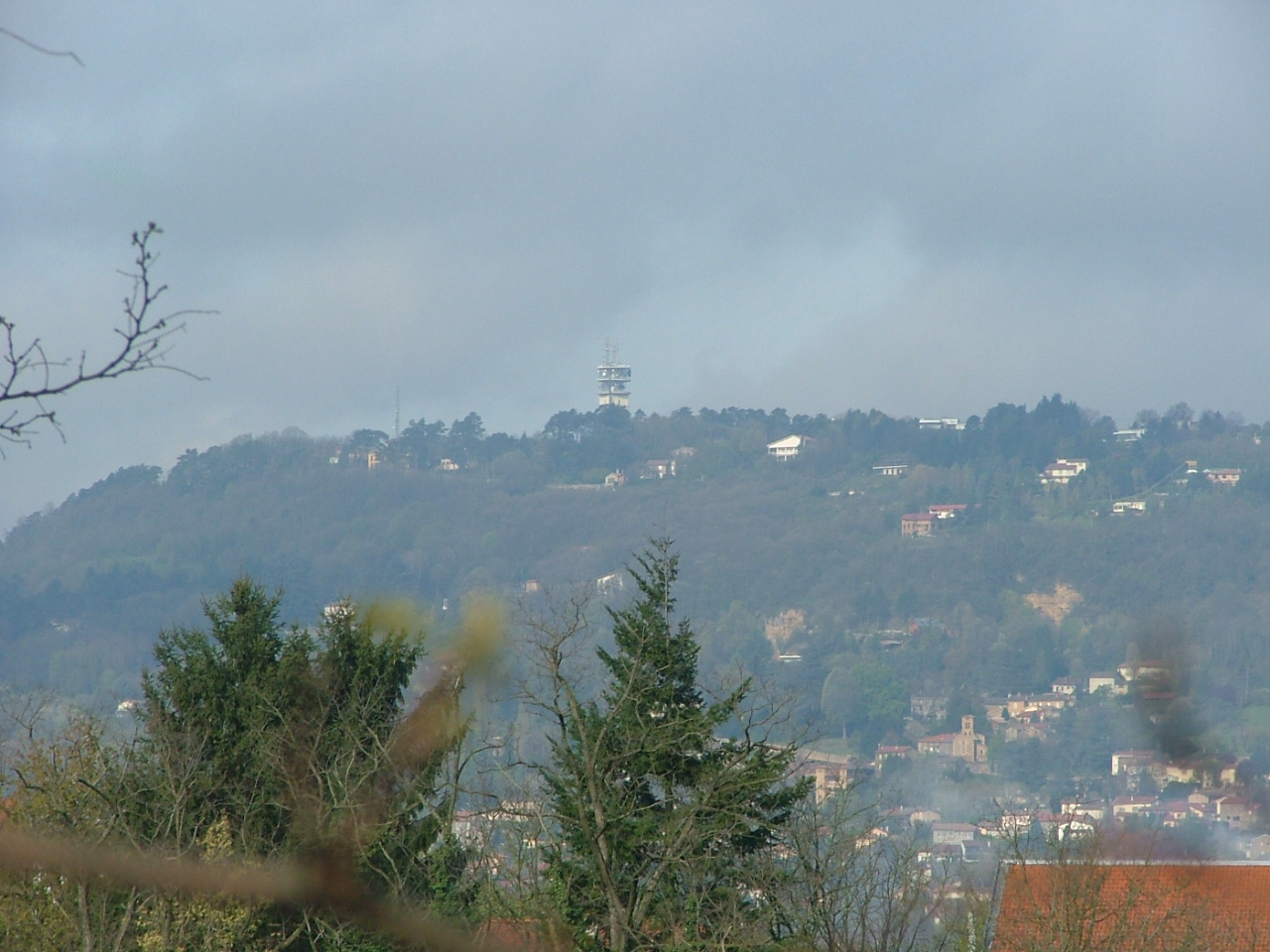
Le Mont Cindre.

## Personnalités liées à la commune
- Antoine Frerejean (1736-1789), maître de forges.
- Jacques Reverchon (1750-1828), homme politique, né dans la commune.
- Louisa Siefert (1845-1877), poétesse.
- Alexandre François Bonnardel (1867-1942), artiste peintre, professeur à l'École nationale supérieure des beaux-arts de Lyon, et son épouse Jeanne Bonnardel également peintre, demeuraient rue Pierre Dupont dans la commune.
- Louis Touchagues (1893-1974), peintre et illustrateur, né dans la commune.
- Joseph-Émile Bégule (1880-1972) peintre-verrier, né dans la commune.
- Jean-Marie-Anselme Lablatinière, architecte, habitait et est décédé dans la commune.

### Fait divers
Dans la nuit du 14 au 15 octobre 1859, au lieu-dit de Canton charmant, Marie Desfarges (veuve Gayet), 37 ans, sa fille Pierrette, 13 ans, et la mère de Marie (veuve Desfarges), 72 ans, sont poignardées et égorgées dans leur ferme à coups de pierre, de couteau et de doloire par Jean-François Chrétien (ou Chrestien), 47 ans, tailleur de pierres, Jean Joannon (ou Joanon), 44 ans, tailleur de pierres, et Antoine Deschamps, 33 ans, orfèvre sans emploi. Ils violent Marie et Pierrette et pillent la maison. L'instigateur du meurtre, Joannon, un voisin qui avait travaillé chez elles comme journalier, avait courtisé Marie, avait été éconduit en 1856 et congédié. La police trouve les deux montres que Chrestien avait volées aux Gayet, ainsi qu'une bourse contenant 1 380 francs en pièces d'or. Joannon, Chrestien et Deschamps sont jugés et condamnés en mai 1860, à la suite d'une longue procédure du juge de paix du canton de Limonest : Jean-Antoine-Marie Morand de Jouffrey et du juge d'instruction de la cour impériale de Lyon : Edmond Morand de Jouffrey. Le 14 août à 7 heures du matin, ils sont guillotinés à Saint-Cyr-au-Mont-d'Or.
La violence du crime souleva l'opinion. De nombreux livres et articles de journaux, en France et dans le monde, relayèrent la nouvelle et parlèrent de l'affaire pendant de nombreuses années. Il a été le sujet d'une des émissions de En votre âme et conscience.